# Турне (окръг)
Турне (на френски: Tournai) е окръг в Южна Белгия, провинция Ено. Площта му е 608 km², а населението – 147 011 души (по приблизителна оценка от януари 2018 г.). Административен център е град Турне.